# St. Marien (Langnau am Albis)

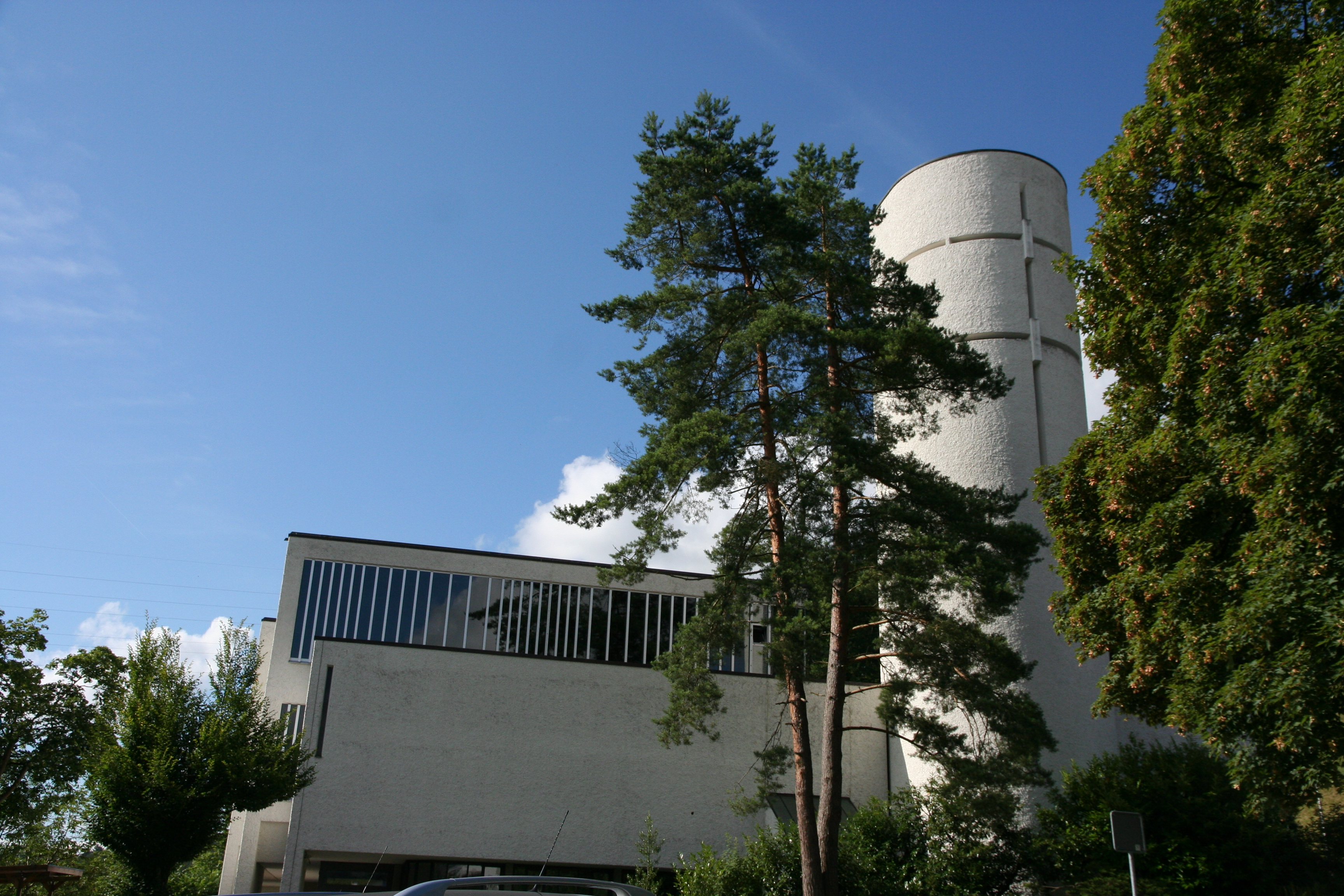
Kirche St. Marien

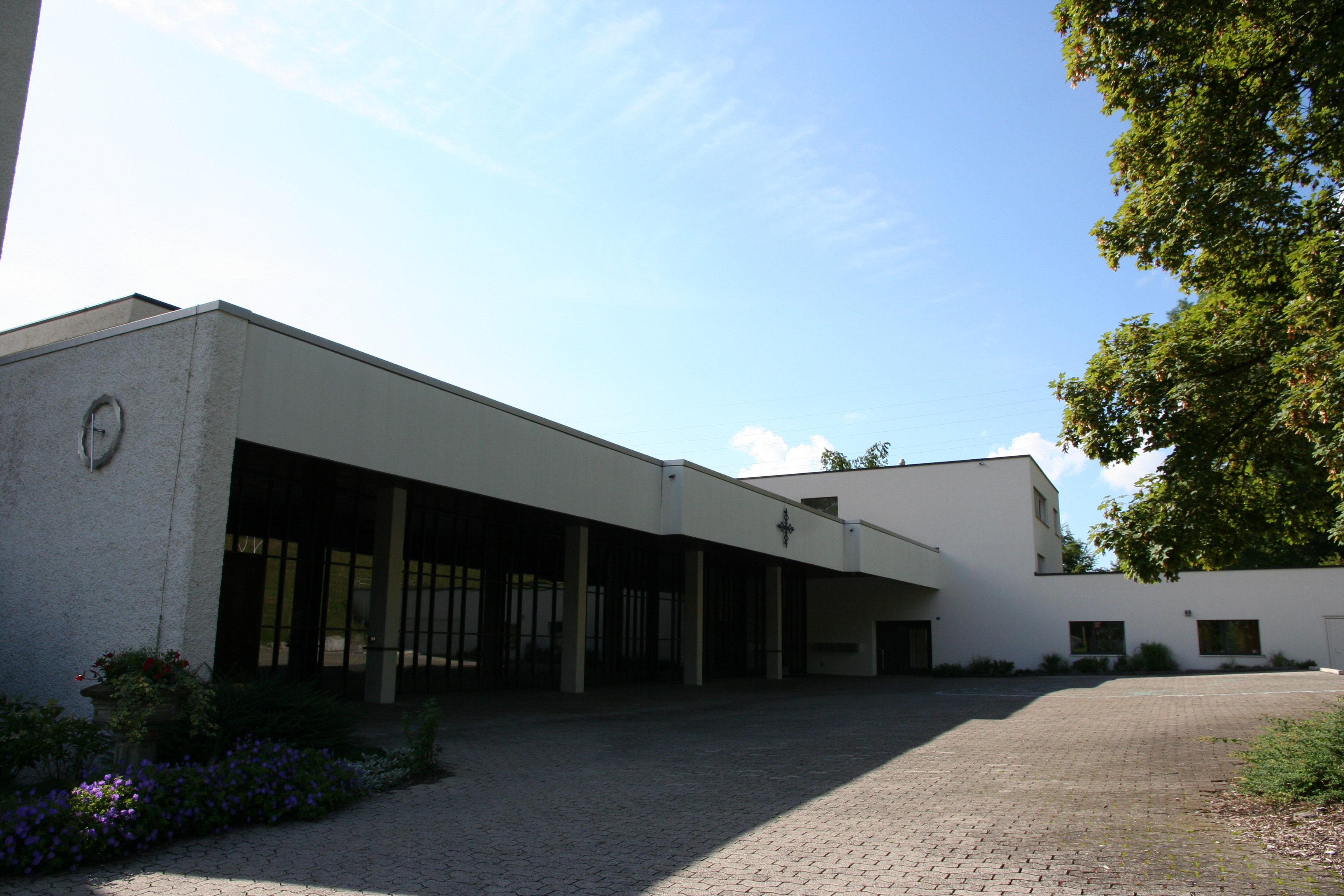
Eingang zur Kirche

Die Kirche St. Marien ist die römisch-katholische Pfarrkirche von Langnau am Albis im Kanton Zürich.

## Geschichte

### Vorgeschichte
Im mittelalterlichen Dorf Langinowe soll am Platz der heutigen reformierten Kirche eine Kapelle gestanden haben, was jedoch archäologisch noch nicht nachgewiesen werden konnte. Langnau war nach St. Martin zu Thalwil kirchgenössig, dessen Kirchensatz 1253 vom Kloster Muri an das Kloster Wettingen übergegangen war. Nach der Reformation in Zürich ab dem Jahr 1523 war der katholische Kult in den zürcherischen Untertanengebieten verboten. Erst im 19. Jahrhundert gestattete das Toleranzedikt von 1807 erstmals wieder katholische Gottesdienste in Zürich, allerdings örtlich auf die Stadt Zürich beschränkt. Die Niederlassungs- und Religionsfreiheit im Schweizer Bundesstaat von 1848 ermöglichte den Zuzug von Katholiken aus der Zentral- und der Ostschweiz, aber auch aus dem nahen katholisch geprägten Ausland in die Region von Zürich. Im Zuge der Industrialisierung siedelten sich katholische Arbeiter mit ihren Familien in Langnau und Umgebung an, um in den an der Sihl angesiedelten Fabriken Arbeit zu finden. Im Jahr 1863 liess der Bischof von Chur, Nikolaus Franz Florentini, in Langnau-Gattikon eine Missionsstation gründen, die für alle Katholiken im Sihltal und auf dem Zimmerberg zuständig war. Es war dies die dritte Diasporagemeinde im Kanton Zürich. Die Seelsorge sollte durch Geistliche aus Zug und aus der Stadt Zürich besorgt werden. Ein erstes Gottesdienstlokal befand sich im Estrich der Spinnerei Heinrich Schmid in Gattikon, wo am 13. Juni 1864 der erste katholische Gottesdienst seit der Reformation in Langnau gefeiert wurde. Um 1870 wies die alte Zunft Thalwil rund 750 Katholiken auf, von denen 134 in Langnau und 200 in Thalwil und Gattikon lebten. Nachdem die Erben des Industriellen Heinrich Schmid für die Weiternutzung des Dachbodens als Kapelle eine zu hohe Summe für die arme Diasporagemeinde verlangt hatten, wurde diskutiert, in welcher Gemeinde die neue katholische Kapelle aufgebaut werden sollte. Pfarrer Reinhard, der Gründer der Missionsstation, riet zu einem Bau in Thalwil, da ihm die Industrie als Arbeitgeberin im Sihltal nicht sicher genug für die Zukunft einer Pfarrei erschien. Johann Melchior Zürcher-Deschwanden, der Gründer der Inländischen Mission, welche mit Spenden den Aufbau der Pfarrei unterstützte, wollte den Sihltaler Katholiken den weiten Weg an den Zürichsee nicht zumuten. Der katholische Baumeister Giovanni Danieli, der das Langnauer Bürgerrecht gegen die Verpflichtung erhalten hatte, seine Kinder reformiert taufen zu lassen, offerierte den Saal seiner Wirtschaft Au als Gottesdienstlokal und bot auf seinem Land Zur Fuhr einen Bauplatz für den Bau einer eigenen Kirche an. Die katholische Gemeinde nahm dieses Angebot dankbar an, worauf der Aufbau einer katholischen Pfarrei in Langnau gesichert war. Am 31. August 1873 fand im Saal der Wirtschaft Au der erste Gottesdienst statt.

### Entstehungs- und Baugeschichte
Im Jahr 1876 erfolgte der Baubeginn der ersten Liebfrauenkirche nach den Plänen des Architekten Wilhelm Keller, Luzern. Am 24. Juni 1877 fand in der neu errichteten Kirche der erste Gottesdienst statt. Am 5. Oktober 1880 wurde Langnau zu einer selbständigen Pfarrei erhoben und kirchenrechtlich von der Pfarrei St. Josef Horgen abgetrennt. Zur Pfarrei gehörten zu der Zeit die Katholiken der Gemeinden Adliswil, Kilchberg, Rüschlikon, Thalwil-Gattikon und Langnau. Infolge des Zuzugs weiterer Katholiken in das Gebiet des Sihltals und des Zimmerbergs entstanden Ende des 19. Jahrhunderts folgende Tochterpfarreien: 1894 Pfarrei Adliswil (mit Kilchberg und 1894–1899 mit Rüschlikon) und 1899 Pfarrei Thalwil (die 1899 Rüschlikon zugeschlagen und von Adliswil wieder abgetrennt wurde). In den 1950er Jahren zogen weitere Katholiken nach Langnau. Diese bekundeten Mühe mit dem in die Jahre gekommenen Gotteshaus. Zudem fehlten im alten Gebäude die nötigen Räumlichkeiten für die Weiterentwicklung des Pfarreilebens. Als sich schliesslich herausstellte, dass die Bausubstanz in einem schlechten Zustand war und eine Instandstellung mit hohen Kosten ohne Mehrwert verbunden gewesen wäre, drängte sich ein Neubau auf. Die öffentlich-rechtliche Anerkennung der katholischen Kirche im Kanton Zürich im Jahr 1963 ermöglichte das Einziehen von Kirchensteuern, sodass mit diesem Geld, aber auch mit den angesparten Mitteln eines seit den 1950er Jahren geäufneten Fonds der Neubau einer Kirche samt Pfarreizentrum angedacht werden konnte. 1963 wurde ein Architekturwettbewerb durchgeführt, den Architekt Eduard Ladner, Adliswil, gewann. Am 27. Mai 1967 fand in der alten Marienkirche der letzte Gottesdienst statt, und es wurde mit dem Bau der neuen Kirche begonnen. Während zweier Jahre behalf man sich mit einer Baubaracke als Notkirche. In den Jahren 1967–1969 wurde die heutige Kirche St. Marien erbaut. Am 1. September 1967 begannen die Arbeiten am Fundament der Kirche, und am 25. Oktober 1968 fand das Richtfest statt. Die Kirche wurde am 16. November 1969 von Bischof Johannes Vonderach eingeweiht.
Die Pfarrei St. Marien ist mit ihren 2'319 Mitgliedern (Stand 2021) eine der kleineren katholischen Kirchgemeinden des Kantons Zürich. Zur Pfarrei gehören neben Langnau auch der Ortsteil Gattikon der Gemeinde Thalwil und der Ortsteil Sihlwald der Gemeinde Horgen. Die drei Orte sind aufgrund der topografischen Lage und der historischen Entstehung der Pfarrei miteinander verbunden und bilden als Pfarrei eine Einheit, obwohl sie kirchenrechtlich zu drei unterschiedlichen Kirchgemeinden gehören.

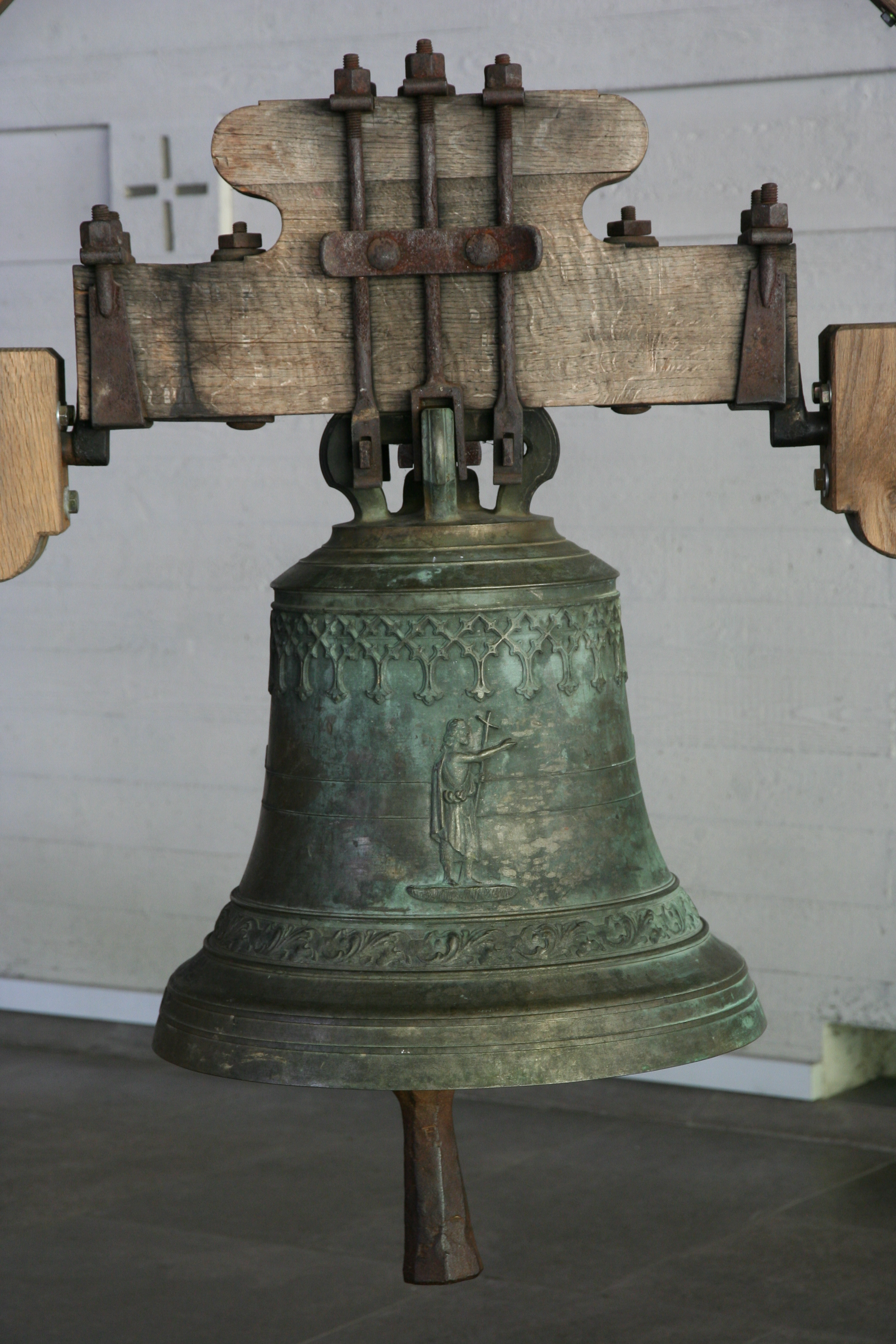
Johannis-Glocke von 1880

## Baubeschreibung

### Die erste Kirche (1877–1967)
Die von Baumeister Keller, Luzern, geplante und realisierte Kirche war 17,25 Meter lang und 9,6 Meter breit. Als Fortsetzung der Kirche war an den Kirchenraum das 10 Meter lange Pfarrhaus angebaut, wie es heute noch bei den Kirchen St. Antonius Kollbrunn und St. Priminius Pfungen, zwei Kirchen aus der gleichen Bauzeit und mit ähnlicher Geschichte, der Fall ist. Die Kirche bot 224 Gottesdienstbesuchern Platz. Im Pfarrhaus befanden sich ebenerdig die Sakristei und die Pfarrwohnung, im Obergeschoss waren der Unterrichtssaal sowie zwei Gästezimmer eingerichtet. Wegen Geldmangels erfolgte der Innenausbau der Kirche schrittweise. So folgten 1878 die Bestuhlung von Chor und Kirchenschiff und 1878 der Altar samt Tabernakel von Marcel Müller, Gersau. Der Kunstmaler Paul Deschwanden, Stans, schuf nach dem Vorbild des Einsiedler Hochaltars ein Maria-Himmelfahrtsgemälde, das heute über dem Altar in der Krypta hängt. Die neugotische Kanzel wurde von Bildhauer Josef Schwerzmann, Zug, 1879 gefertigt. Die Ausmalung der Kirche erfolgte 1879 durch Maler Amlehn, Luzern. Ein Beichtstuhl und die Kommunionbank von Josef Schwerzmann 1880 rundeten die erste Innengestaltung der Kirche ab. 1879 wurden von der Glockengiesserei J. Keller, Zürich, drei Glocken für die Kirche gegossen. Da der Glockenexperte Franz Wenger die unsaubere Stimmung der Glocken zweimal beanstandete, mussten die Glocken nachgebessert werden. Am Dreifaltigkeitssonntag, dem 23. Mai 1880, wurde die Weihe der Glocken vom bischöflichen Bevollmächtigten Pfarrer Pfister von Winterthur vorgenommen.

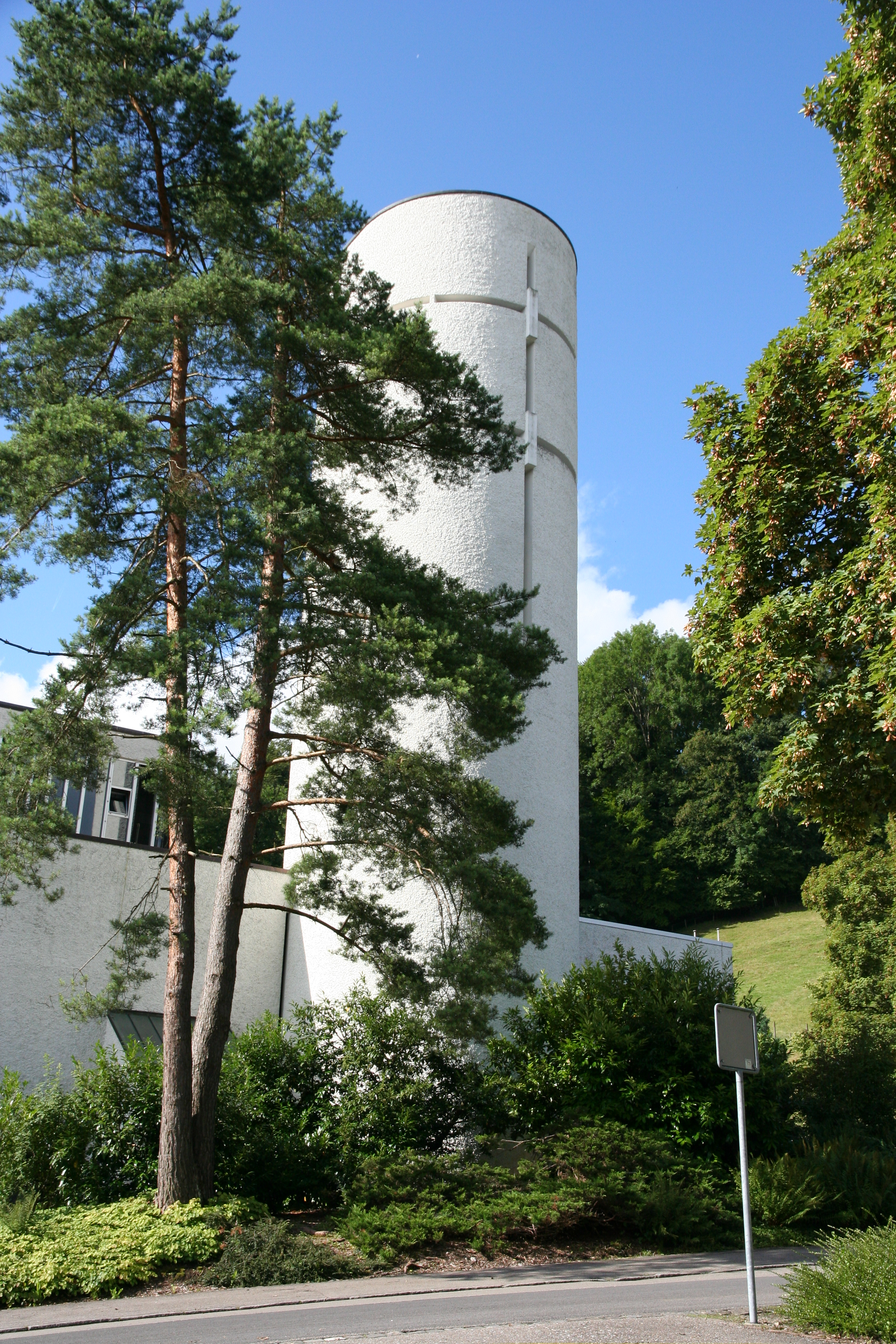
Kirchturm

| Nummer | Gewicht   | Ton | Widmung                 | Inschrift                                  |
| ------ | --------- | --- | ----------------------- | ------------------------------------------ |
| 1      | 690 Pfund | h   | Jesus Christus          | Der Herr ist da und ruft dich              |
| 2      | 345 Pfund | dis | hl. Maria               | Gruss dir, Gnadenvolle                     |
| 3      | 205 Pfund | fis | hl. Johannes der Täufer | Ich bin die Stimme des Rufers in der Wüste |

### Die zweite Kirche (ab 1969)

#### Kirchturm und Äusseres
Die Kirche St. Marien befindet sich am Berghaldenweg 1 auf einer Anhöhe über der Sihltalstrasse und dem Bahnhof der Sihltalbahn. Es handelt sich um ein Ensemble von Kirche, Pfarreizentrum und Pfarrhaus, welches in kubischen Formen aus Beton in der Tradition von Le Corbusier erbaut wurde. Der Kirchturm besitzt die Form eines Halbkreissegments, das gegen die Zugangsstrasse hin zunächst einen Rundturm vermuten lässt. In den Turm eingelassen sind Schlitze, die ein schlichtes Kreuz bilden. Der Turm birgt in sich ein fünfstimmiges Geläut, das die Tonfolge des Salve Regina erklingen lässt. Gegossen wurden vier der fünf Glocken im Jahr 1968 von der Firma H. Rüetschi, Aarau. Die kleinste Glocke wurde aus dem Geläut der ersten Kirche entnommen und stammt aus dem Jahr 1880 von der Giesserei J. Keller. Die Glocken wurden am 24. November 1968 geweiht und anschliessend von der Dorfjugend in den Turm aufgezogen.

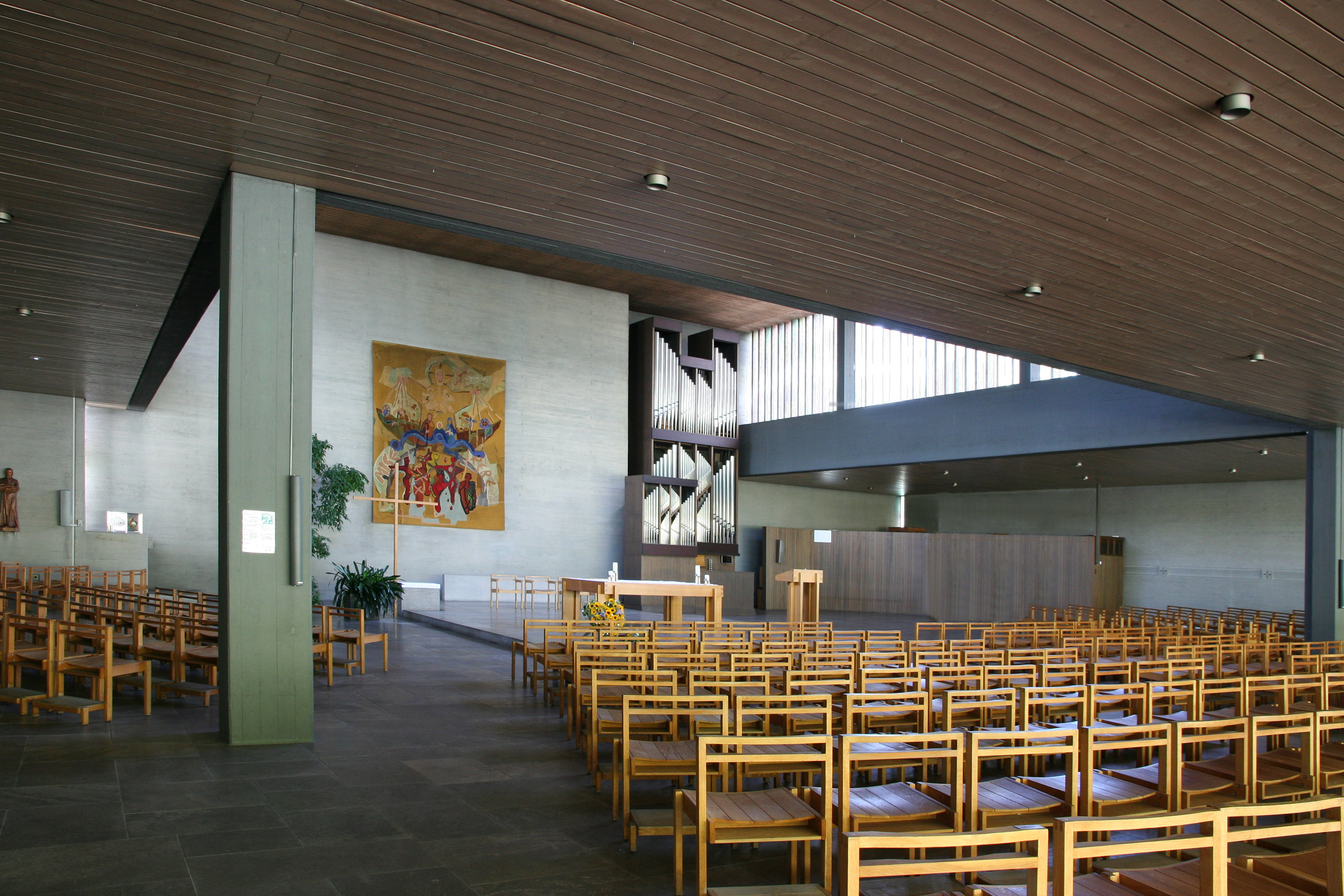
Innenansicht

| Nummer | Ton | Widmung               |
| ------ | --- | --------------------- |
| 1      | h   | Ostern                |
| 2      | dis | Weihnachten           |
| 3      | fis | Pfingsten             |
| 4      | g   | Himmelfahrt und Maria |
| 5      | h   | Jesus Christus        |

#### Innenraum und künstlerische Ausstattung
Unter einem Vordach hindurch gelangt der Besucher in das Innere der Kirche. Der schlicht gehaltene Innenraum wird durch die Lichtführung geprägt. Die von Glas Mäder aus Zürich stammenden, mundgeblasenen Antikglasfenster, welche leicht getönt sind, lassen das Tageslicht in den Innenraum. Die Stimmung in der Kirche verändert sich aufgrund des Lichteinfalls je nach Tageszeit und Witterung. Die Holzstühle für die Gottesdienstbesucher sind im Halbkreis rund um die Altarinsel aufgestellt, welche um eine Stufe vom restlichen Kirchenboden abgehoben ist. Altar und Ambo sind aus dem gleichen Holz geschaffen wie die Stühle für die Besucher, wodurch der Communio-Charakter der nachvatikanischen Kirche St. Marien unterstrichen wird. Links vom Altar befindet sich ein schlichtes Holzkreuz, das auf den religiösen Charakter des Raumes verweist. Hinter dem Altar befindet sich ein Wandteppich aus dem Jahr 1982–1983, welcher von Silvia Magnin-D’Altri gestaltet wurde und den Titel Arche Christi trägt. Im unteren Teil der Teppichgestaltung fällt die rote Farbe auf. Im angeschnittenen Globus sind schwerfällige menschliche Gestalten zu erkennen, welche die unerlöste Menschheit verkörpern. In der Bildmitte dominiert das Blau des Wassers, welches auf die Taufe hinweist. Auf der Arche Christi, dem Lebensboot, befinden sich – stellvertretend für alle Menschen – in der Mitte Mose, rechts Maria, links Josef. Die Blumen repräsentieren Zeichen der Schönheit und Unschuld. Der obere Teil des Wandteppichs wird von Jesus Christus beherrscht. Seine Blutstropfen – Zeichen der Sühne – sind in der Erdkugel eingewoben, sein Kleid durchdringt die Erdkugel bis ins Reich des Todes hinein. Die ganze Motivik kann mit dem Wort aus der Offenbarung umschrieben werden: «Der Herr macht alles neu durch sein Erbarmen.» Rechts vom Wandteppich wurde die Orgel der Kirche aufgestellt. Auf der linken Seite des Altarbezirks befindet sich die Werktagskapelle, welche keine räumliche Abtrennung vom Kirchenraum besitzt. Sie bietet rund 40 Gottesdienstbesuchern Platz und lässt diese auf im Halbkreis um den Volksaltar aufgestellten Stühlen Platz nehmen. Zwischen Kircheneingang und Werktagskapelle wurde im Fuss des Kirchturms die Taufkapelle eingerichtet. Das Taufbecken ist als Taufbrunnen gestaltet, an der Wand rechts neben dem Taufbrunnen wurde eine Plastik der Kirchenpatronin, der Muttergottes, angebracht.

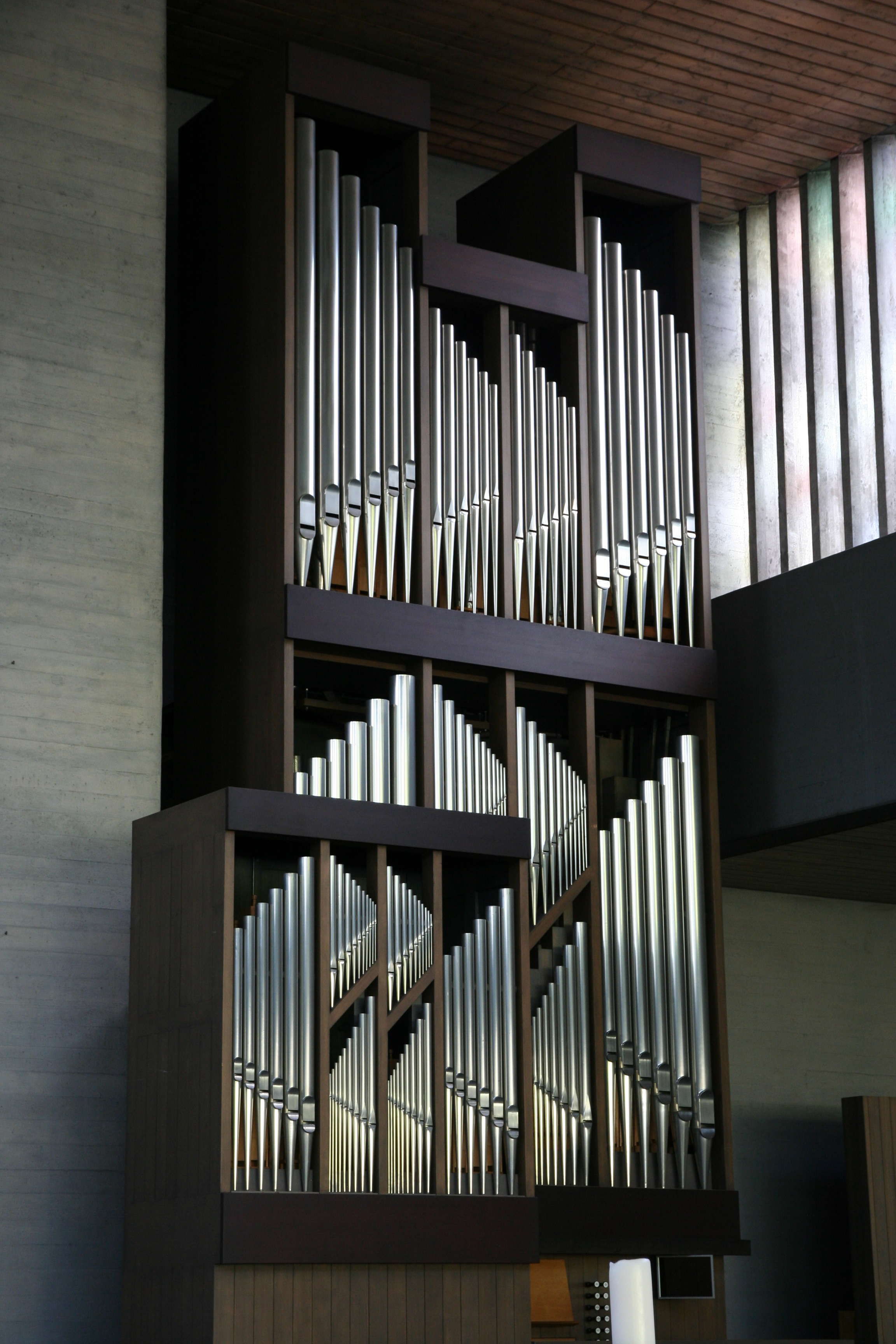
Mathis-Orgel von 1972

#### Orgel
Die Orgel stammt von der Firma Mathis Orgelbau, Näfels, und besitzt 24 Register mit 1500 Pfeifen. Das Instrument wurde am 22. April 1972 geweiht und vom Organisten Hans Vollenweider in einem Konzert vorgestellt.
| I Rückpositiv C–g3 |        |
| Holzgedackt        | 8′     |
| Prinzipal          | 4′     |
| Rohrflöte          | 4′     |
| Flöte              | 2′     |
| Terz               | 1 3⁄5′ |
| Quinte             | 1 ⁄3′  |
| Scharff            | 1′     |
| Holzregal          | 8′     |
| Tremulant          |        |

| II Hauptwerk C–g3 |                  |
| Pommer            | 16′              |
| Prinzipal         | 8′               |
| Koppelflöte       | 8′               |
| Salicional        | 8′               |
| Oktave            | 4′               |
| Hohlflöte         | 4′               |
| Oktave            | 2′               |
| Sesquialter       | 2 ⁄3′ und 1 3⁄5′ |
| Mixtur            | 1 ⁄3′            |
| Trompete          | 8′               |

| Pedal C–f1 |     |
| Subbass    | 16′ |
| Praestant  | 8′  |
| Oktave     | 4′  |
| Nachthorn  | 2′  |
| Fagott     | 16′ |
| Zinke      | 8′  |

- Koppeln: II/I, I/P, II/P
- Spielhilfen: Orgelpleno, Einzelabsteller Zungen und Mixturen

#### Krypta
In der unteren Etage des Kirchengebäudes befinden sich das Pfarreizentrum sowie die Krypta. Die Wände der Krypta sind aus massivem Beton, was den Unterkirchencharakter dieses Gottesdienstraumes unterstreicht. Um die Krypta wärmer zu gestalten, wurden die Betonwände in einem Gelbton gestrichen und der Fussboden aus Holz gefertigt. Der längsrechteckige Raum wird durch eine Apsis abgeschlossen, in der der Altar aus Beton in Form eines Tau aufgestellt wurde. An der Chorwand wurde das Hochaltarbild der ersten Kirche, eine Mariä Aufnahme in den Himmel, aufgehängt. Der Tabernakel rechts und das Marienbildnis links vom Altar stammen ebenfalls aus der Ausstattung der ersten Marienkirche von Langnau.